# KonsortSWD
KonsortSWD – NFDI4Society [ˈkɔnsortˈɛswedeː] ist das Konsortium für die Sozial-, Verhaltens-, Bildungs- und Wirtschaftswissenschaften in der Nationalen Forschungsdateninfrastruktur (NFDI). Es baut auf der Arbeit des RatSWD auf und vernetzt verstärkt die von diesem seit 2004 akkreditierten Forschungsdatenzentren (FDZ). Die Forschungsdaten umfassen neben Daten aus Umfragen und amtlichen Daten eine Vielfalt weiterer Datentypen wie Text, Audio und Videodaten. Diese gelten in den meisten Fällen als sensibel, das heißt, in besonderem Maße schützenswert. Grund ist zumeist, dass die Daten einen Personenbezug haben und damit von der Datenschutz-Grundverordnung abgedeckt sind oder für sie besondere ethische Ansprüche gelten.

## Ziele
Ziel von KonsortSWD – NFDI4Society ist es, die bestehende Forschungsdateninfrastruktur für Forschungsdatenmanagement auszubauen und zu integrieren. Um gesellschaftlich relevante, insbesondere sensible Daten für die Forschung verfügbar zu machen, baut KonsortSWD auf wissenschaftsnahen Strukturen auf. Das Konsortium strebt an, Forschung mit den in folgenden Disziplinen üblichen, vielfältigen Datentypen zu unterstützen: Sozialwissenschaften (z. B. Anthropologie, Demografie (Bevölkerungswissenschaft), Ethnologie (Völkerkunde), Kommunikationswissenschaft, Medienwissenschaft, Politikwissenschaft, Soziologie, Rechtswissenschaft, Verwaltungswissenschaft),  Verhaltenswissenschaften (Psychologie), Bildungswissenschaften (z. B. Bildungsökonomie, Bildungsforschung, Erziehungswissenschaft, Pädagogik, Pädagogische Psychologie, Pädagogische Soziologie)  und Wirtschaftswissenschaften (Volks- und Betriebswirtschaftslehre).

## Aufgabenbereiche und Services
KonsortSWD besteht aus fünf Aufgabenbereichen, die Prozesse bei der Erzeugung von Daten, den Zugang zu Daten und technische Lösungen in den Blick nehmen. Daneben organisiert ein Aufgabenbereich die Zusammenarbeit mit den Forschenden und Fachgemeinschaften, die Interesse an den Daten von KonsortSWD haben. Ein weiterer Aufgabenbereich übernimmt die Koordination des Konsortiums und dessen Einbindung in die NFDI. In den drei erstgenannten Bereichen werden u. a. folgende Dienste erarbeitet bzw. erbracht:
- Unterstützung der Forschungsdatenzentren[2]:53
- Persistente Identifikatoren für Objekte unterhalb der Ebene von Datensätzen
- QualidataNet –  Aufbau eines Netzwerkes von FDZ zur Archivierung qualitativer Forschungsdaten[2]:54
- CODI – Tool zur automatischen Kodierung von offenen Textantworten in Umfragen
- RDCnet – Netzwerk gesicherter Datenzugangsstellen
- Forum4MICA – das Online-Forum zu Forschungsdaten
- RDM Compas – Plattform für Trainings-Materialien zum Forschungsdatenmanagement

## Geschichte
Seit seiner Gründung vernetzt der RatSWD eine stetig wachsende Infrastruktur, die der Vielfalt der Gesellschaftsforschung mit ihren unterschiedlichen Datenbedarfen Rechnung trägt. So konnten seit 2004  zahlreiche Datenbestände für die Forschung erschlossen werden, die vormals nicht zur Verfügung standen (z. B. Daten aus der amtlichen Statistik und den Sozialversicherungen). Auf dieser Grundlage initiierte der RatSWD bereits 2018 Bemühungen, sein bestehendes Netzwerk in ein Konsortium für die NFDI zu übersetzen.
Am 4. Juli 2019 reichte GESIS - Leibniz-Institut für Sozialwissenschaften als antragstellende Institution die verbindliche Voranmeldung (Letter of Intent) für den Antrag bei der DFG-Geschäftsstelle ein. Am 26. Juni 2020 wurde KonsortSWD durch einen Förderentscheid der Gemeinsamen Wissenschaftskonferenz (GWK) zusammen mit acht weiteren Konsortien in der ersten Antragsrunde bewilligt.
KonsortSWD war das erste bewilligte Konsortium in den Sozial- und Wirtschaftswissenschaften. Konzept und Struktur des Konsortiums wurden in enger Zusammenarbeit von fünfzehn Fachgesellschaften, zehn Trägerinstitutionen und 38 Partnern entwickelt.
Die Mitantragsteller sind neben GESIS  das DIPF Leibniz-Institut für Bildungsforschung und Bildungsinformation, das DZHW – Deutsches Zentrum für Hochschul- und Wissenschaftsforschung, das LIfBi – LIfBi – Leibniz-Institut für Bildungsverläufe, das SOEP am DIW Berlin, die Universität Bremen, die Universität Duisburg-Essen, das WZB – Wissenschaftszentrum Berlin für Sozialforschung , die ZBW – Leibniz-Informationszentrum Wirtschaft sowie das Leibniz-Institut für Psychologie (ZPID). Die Forschungsdatenzentren sind als participants am Konsortium beteiligt.